# Onthophagus cynomysi
Onthophagus cynomysi är en skalbaggsart som beskrevs av Brown 1927. Onthophagus cynomysi ingår i släktet Onthophagus och familjen bladhorningar. Inga underarter finns listade i Catalogue of Life.